# Ashish R Mohan
Ashish R Mohan es un actor y director de cine indio. Su trabajo como asistente de dirección incluye los éxitos Golmaal, Golmaal Returns, Golmaal 3.
Ashish es de la ciudad de Shimla, Himachal Pradesh, y estuvo interesado en la realización de películas desde la infancia. A los 17 años, estaba seguro de que quería ser cineasta y se fue de Shimla a Bombay. Comenzó su carrera como un director de ayudante con Anil Devgan en la película Blackmail protagonizada por Ajay Devgn.
Durante el rodaje de Blackmail, se puso en contacto con Rohit Shetty y lo ayudó en sus películas, entre ellas Golmaal, Golmaal Returns, All the Best: Fun Begins y Golmaal 3. Ashish debutó como director con Khiladi 786, una de las más taquilleras del 2012.
Su segunda aventura como director, Welcome 2 Karachi, tuvo una respuesta promedio en la taquilla y recibió críticas mixtas de los críticos.

## Filmografía

### Director
| Año  | Película             | Reparto                              | Género          |
| ---- | -------------------- | ------------------------------------ | --------------- |
| 2012 | Khiladi 786          | Akshay Kumar, Asin, Himesh Reshamiya | Comedia, Acción |
| 2015 | Bienvenido a Karachi | Arshad Warsi, Jackky Bhagnani        | Comedia         |

### Director de ayudante y Director de Ayudante del Jefe
| Año  | Película                 | Reparto | Género            |
| ---- | ------------------------ | --- | ----------------- |
| 2010 | Golmaal 3                | Ajay Devgan, Tusshar Kapoor, Arshad Warsi, Shreyas Talpade, Kareena Kapoor, Kunal Khemu                                  | Comedia           |
| 2009 | All the Best: Fun Begins | Ajay Devgan, Sanjay Dutt, Fardeen Khan, Bipasha Basu, Mugdha Godse                                                       | Comedia           |
| 2008 | Golmaal Returns          | Ajay Devgan, Kareena Kapoor, Arshad Warsi, Amrita Arora, Shreyas Talpade, Celina Jaitley, Tusshar Kapoor, Anjana Sukhani | Comedia           |
| 2008 | Sunday                   | Ajay Devgan, Ayesha Takia, Arshad Warsi, Irrfan Khan, Anjana Sukhani                                                     | Comedia, Thriller |
| 2006 | Golmaal                  | Ajay Devgan, Tusshar Kapoor, Arshad Warsi, Sharman Joshi, Paresh Rawal, Rimi Sen                                         | Comedia           |
| 2005 | Blackmail                | Ajay Devgan, Suniel Shetty, Priyanka Chopra                                                                              | Thriller          |